# لیو جیا
لیو جیا (انگلیسی: Liu Jia؛ زادهٔ ۱۶ فوریهٔ ۱۹۸۲) یک بازیکن تنیس روی میز اهل اتریش است. 
وی در مسابقات کشوری و بین‌المللی در مجموع برنده ۲ مدال طلا، ۲ مدال نقره، ۳ مدال برنز شده‌است.